# Franco Corradi
Franco Corradi (Morrea, 4 marzo 1943 – Fumane, 25 luglio 1970) è stato un carabiniere italiano, insignito di medaglia d'oro al valor civile alla memoria.

## Biografia
Durante la cattura di uno squilibrato armato, abbandonò un riparo provvisorio per soccorrere un carabiniere ferito e fu colpito da un colpo di arma da fuoco.
Dal 13 novembre 2018 è intitolata la caserma, sede della Compagnia Carabinieri di Legnago (VR).
La salma è sepolta nel cimitero di Morrea, frazione di San Vincenzo Valle Roveto (AQ), in Abruzzo. L'Arma dei Carabinieri ricorda il carabiniere Corradi in diverse commemorazioni, anche in occasione del Bicentenario dalla fondazione dell'Arma.